# 千禧公園旁遺產大廈

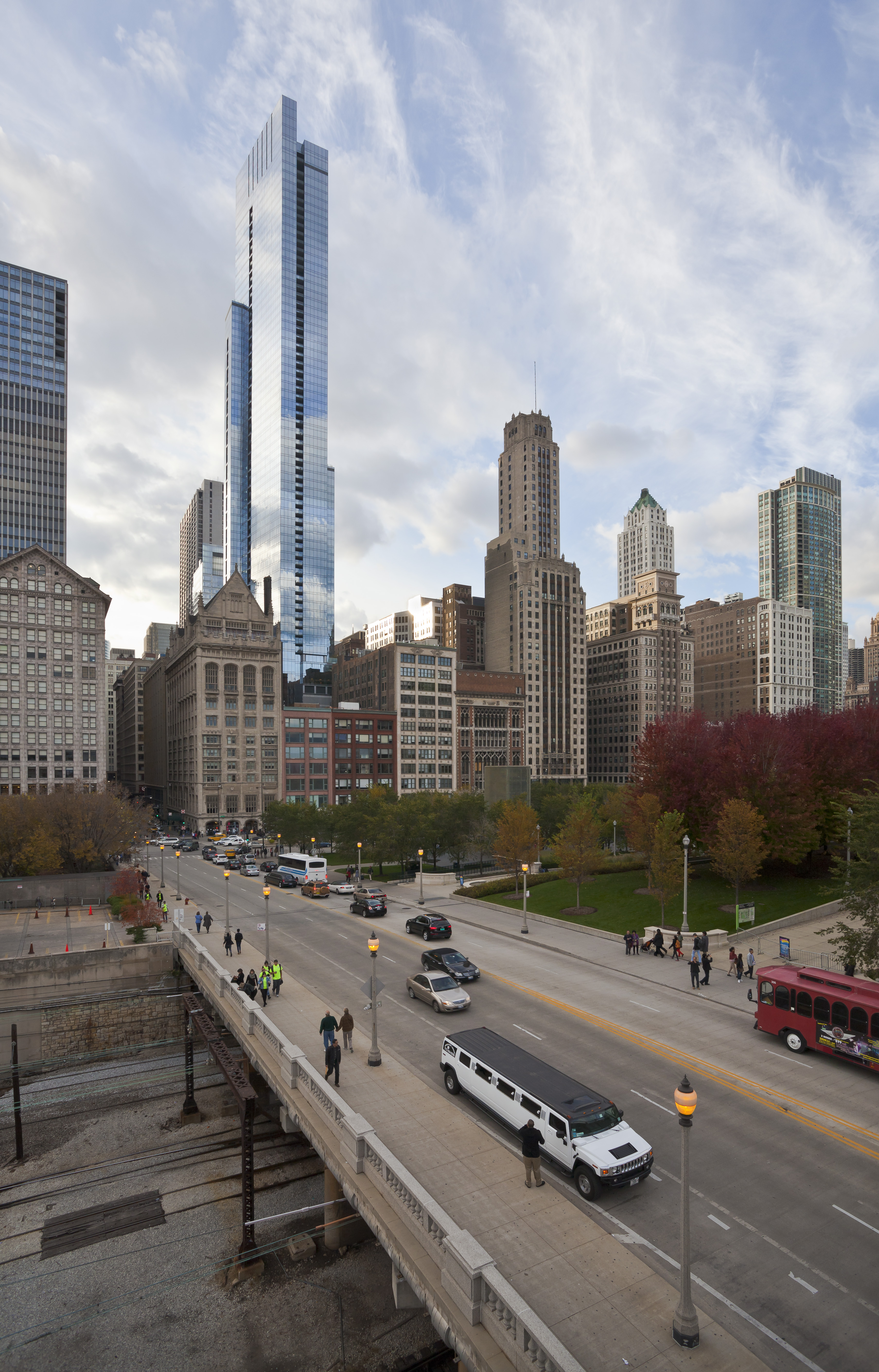
千禧公園旁遺產大廈

千禧公園旁遺產大廈（Legacy at Millennium Park）是美國芝加哥的一座摩天大樓。高818英尺（249.3公尺），73層樓，眺望鄰近的千禧公園。